# Evangelische Kirche Kleinkems

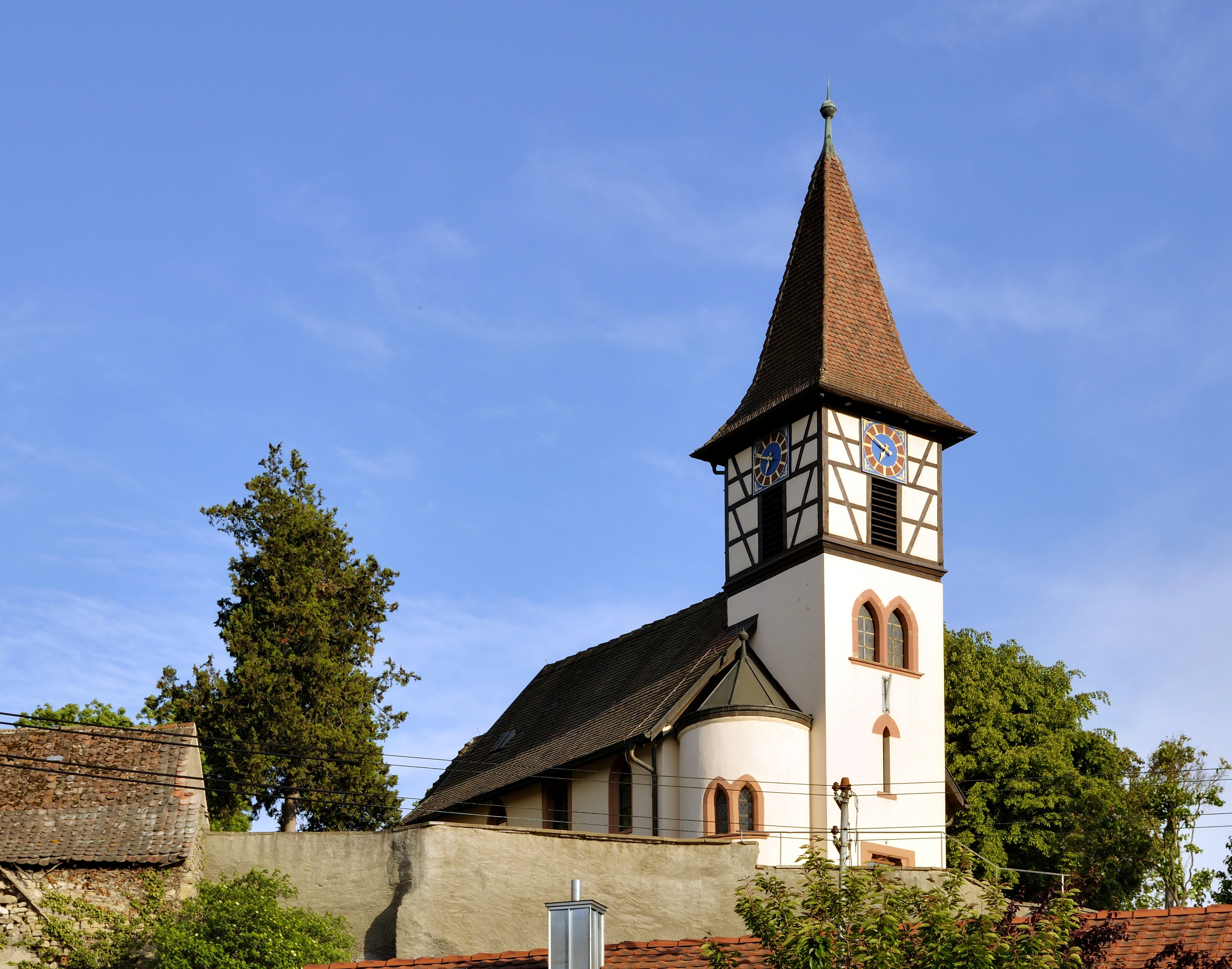
Evangelische Kirche Kleinkems

Die Evangelische Kirche Kleinkems steht im Ortsteil Kleinkems der südbadischen Gemeinde Efringen-Kirchen. Seit dem 11. Jahrhundert ist ein Gotteshaus in dem Ort nachgewiesen.

## Geschichte
Der erste urkundliche Beleg eines Gotteshauses in Kleinkems geht auf eine Schenkungsurkunde 1086 zurück als ein Hesso dem Kloster St. Georgen neben Grundstücken auch die Hälfte einer Kapelle in Kleinkems schenkt. Vermutlich hatte die Kapelle sogar einen romanischen Ursprung. Bis 1179 gehörte dem Kloster im Schwarzwald die ganze Kapelle und hielt sie bis 1536 in ihrem Besitz. Mit dem Georgskloster hing wohl auch das Patrozinium des heiligen Georg zusammen, der 1421 schriftlich erwähnt wird „zu Kemps sant Jorgen uff dem Ryne“.
Während der Gotik wurde die Kleinkemser Kapelle nach Norden erweitert und der Chor gegenüber dem Langhaus verschoben worden. Im Laufe der Jahrhunderte verschlechterte sich der bauliche Zustand der Kirche. So ist überliefert, dass 1559 die Einwohner den Markgrafen darum baten, die Schäden zu beseitigen. Eine Bestandsaufnahme von 1749 moniert, dass der Chor beschädigt sei und es hineinregnet sowie auch die Fenster eine Verbesserung nötig hätten.

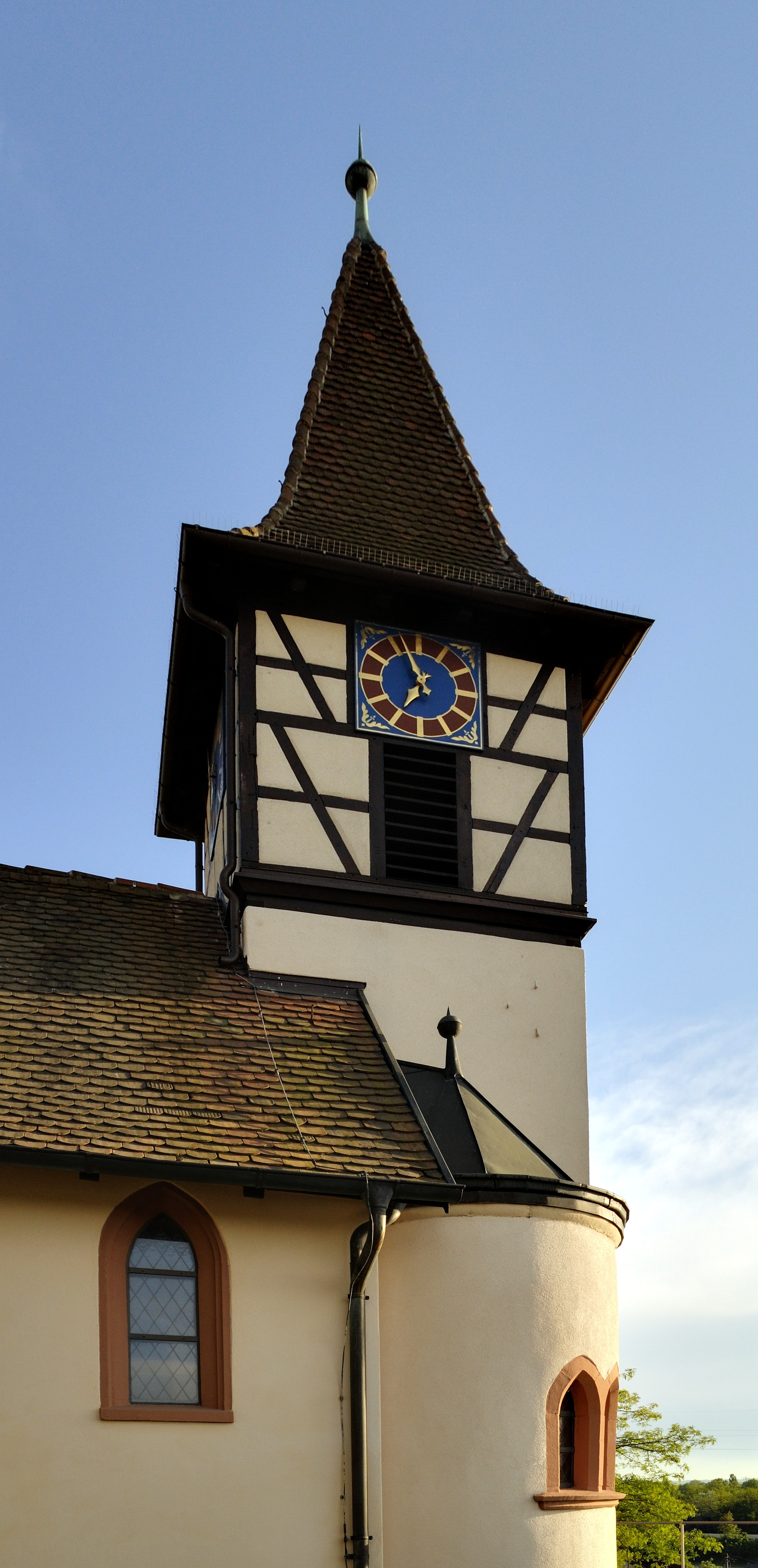
Glockenturm

Im Jahr 1898 wurde vor die Westfassade ein quadratischer Glockenturm in Richtung der Giebelspitze vorgerückt, der einen sechseckigen Dachreiter, der bereits vor 1828 bestand, ersetzte. Diese Veränderung wurde unter anderem durch den Kunsthistoriker Franz Xaver Kraus als architektonisch nicht vorteilhaft erachtet. Unter anderem durch die Einwirkungen des Zweiten Weltkriegs hat zudem der Zustand des Glockenturms gelitten, so dass ein Neubau des Glockenturms den alten ersetzte. Der 1954 erbaute Glockenturm ist im quadratischen Grundriss gehalten und ist im Mittelteil in Fachwerkbauweise ausgeführt. Zudem war es ein Anliegen der Einwohner von Kleinkems, dass der neue Turm in alle Himmelsrichtungen eine gut lesbare Uhr bekommen sollte. Mit dem Turmneubau erhielt auch das Langhaus ein neues Dach.

## Beschreibung

### Kirchengebäude
Die Kirche in Kleinkems besteht aus einem rechteckigen Langhaus von 9 auf 7 Meter Länge, das über ein Satteldach gedeckt ist, welches am Chor von 5,7 Meter abgewalmt ist. Am Westgiebel steht ein quadratischer Glockenturm, der leicht über das Langhaus hinausragt. Im mittleren Stockwerk weist er neben einem schmalen spitzbogigen Fenster ein ebensolches zweigeteiltes darüber auf. Im oberen Stockwerk ist er in regional untypischer Fachwerkbauweise errichtet. Zu jeder Seite trägt er dort je eine Klangarkade und ein quadratisches Zifferblatt der Turmuhr. Der Turm wird von einem vierseitigen Pyramidendach, das im unteren Drittel leicht eingeknickt ist, bedeckt. Er trägt eine Turmkugel und ein Kreuz als Abschluss.
Das Gotteshaus steht auf einem Felssporn leicht erhöht im Ortskern von Kleinkems und eingemauert zwischen den Berghängen und den Rheinauen. Eine Ummauerung des früheren Kirchenhofs ist nördlich der Kirche zu finden.

### Inneres und Ausstattung
Das einschiffige Gotteshaus ist mit einer flachen Decke eingezogen. Über dem Eingang erhebt sich eine Empore, auf der die Orgel aufgestellt ist. Langhaus und Chor sind über einen Triumphbogen abgetrennt. Rechts vom Bogen steht eine Kanzel. In den Längsseiten des Chors befindet sich beidseitig ein Chorgestühl und an der Spitze auf einem kleinen Podest der schlichte Altar. Ebenfalls im Chor findet man die Heiligengrabnische und den Sakramentschrein, die beide vermutlich aus dem 15. Jahrhundert stammen.
Ein Epitaph an der Chornordwand erinnert an Jakob von Rotberg († 24. November 1623), an der Südwand an Franz Daniel von Rotberg († 9. Oktober 1733) und Maria Salome Kummer, geb. Meierin (Meyer) († 19. November 1679), die erste Frau des Pfarrers Johann Martin Kummer war.

### Glocken und Orgel
- Das dreistimmige Glockengeläut aus Bronze setzt sich wie folgt zusammen:

| Glocke | Name           | Schlagton | Gussjahr | Gießer                             |
| ------ | -------------- | --------- | -------- | ---------------------------------- |
| 1      | Friedensglocke | cis″      | 1952     | Glockengießerei Bachert, Karlsruhe |
| 2      | Heimat-Glocke  | e″        | 1952     | Glockengießerei Bachert, Karlsruhe |
| 3      | Kleine Glocke  | fis″      | 1883     | Carl Rosenlächer (?), Konstanz     |
- Die ursprüngliche Orgel von Franz Josef Merklin, die in den Jahren 1828 bis 1830 erbaut wurde, wurde zunächst nach Gaienhofen abgegeben. Da man sie dort nicht verwendete dient sie heute in der Stadtkirche Schopfheims St. Michael als Chororgel.

Die heutige Orgel von G. F. Steinmeyer & Co. wurde 1959 in die nördliche Empore aufgestellt. Sie arbeitet mit mechanischer Traktur und besitzt ein Manual, ein Pedal und sechs Register.

## Rezeption

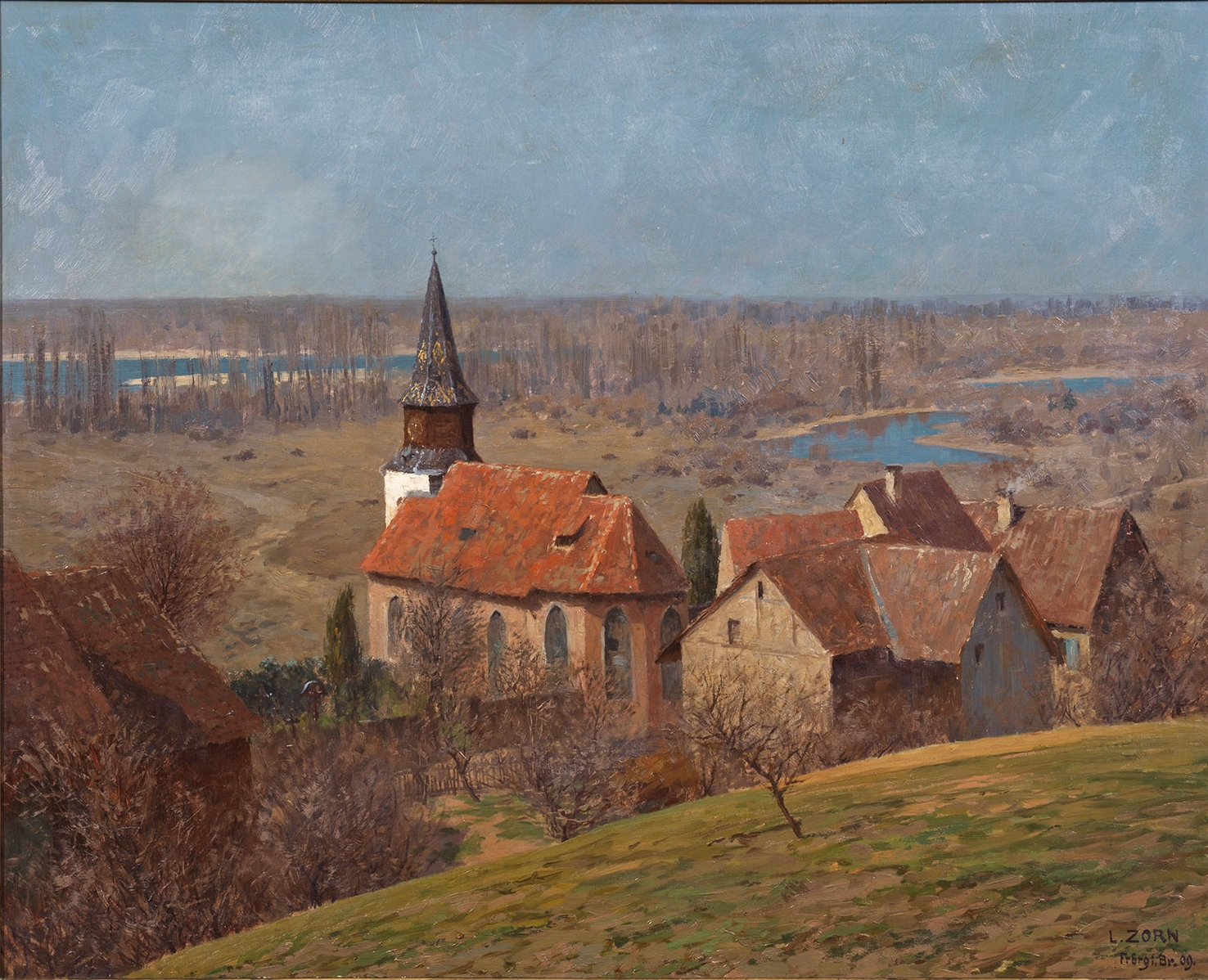
„Kleinkems am Oberrhein“ von Ludwig Zorn, Ölbild von 1909

Aufgrund der exponierten und pittoresken Lage an einem Berghang hat die kleine Kirche bildende Künstler zu Zeichnungen und Gemälden inspiriert. 1898 zeichnete Hermann Daur die Kirche noch mit dem alten Turm mit Blick ins Rheintal. Der deutsche Maler Ludwig Zorn, der zur Freiburger Künstlervereinigung Breisgauer Fünfer gehörte, malte aus einem ähnlichen Blickwinkel wie Daur die Kirche auf dem 1909 datierten Ölbild „Kleinkems am Oberrhein“.